# Provincia de Cibitoke
La provincia de Cibitoke es una de las diecisiete  provincias de Burundi. Cubre un área de 1.636 km² y alberga una población de 491.000 personas. La capital es Cibitoke.

## Comunas con población en agosto de 2008
- Buganda 69,045
- Bukinanyana 75,750
- Mabayi 66,367
- Mugina 88,451
- Murwi 82,235
- Rugombo 78,587

- Datos: Q505596